# Matthias Tass
Matthias Tass (Tallin; 23 de marzo de 1999) es un jugador de baloncesto profesional estonio que actualmente pertenece a la plantilla del BC Oostende de la BNXT League. Mide 2,08 metros y juega en la posición de pívot.

## Carrera deportiva
Es un jugador formado en las categorías inferiores del Audentes Sports Gymnasium de su ciudad natal. En la temporada 2016-17, firma con el BC Kalev-Cramo y nada más llegar lograría el título de la Copa de baloncesto de Estonia. En la misma temporada disputa la VTB United League, la Baltic Basketball League y la Alexela KML, con el que se proclama campeón de liga. 
En la temporada 2017-18, tras comenzar en el BC Kalev-Cramo y disputar los cuatro primeros partidos de liga, firma por el TTÜ K.K. de la Alexela KML, con el que finaliza la temporada y sería nombrado mejor jugador de la Alexela KML 2018.
En 2018, se marcha a Estados Unidos e ingresa en el Saint Mary's College de California, universidad situada en Moraga (California), donde disputa durante cuatro temporadas la NCAA con los Saint Mary's Gaels, desde 2018 a 2022. 
Tras no ser drafteado en 2022, el 14 de agosto de 2022, firma por el Dolomiti Energia Trento de la Lega Basket Serie A.
El 20 de agosto de 2022, el pívot estonio es cedido al MKS Dabrowa Gornicza de la Polska Liga Koszykówki, en los que promedia 12,2 puntos, 6 rebotes y 1,2 asistencias por partido.
El 13 de noviembre de 2022, firma con el Baxi Manresa de la Liga Endesa.
En la temporada 2023-24, firma por el BC Oostende de la BNXT League.[cita requerida]

### Selección nacional
En septiembre de 2022 disputó con el combinado absoluto estonio el EuroBasket 2022, finalizando en decimonovena posición.